# Berna Blanch i Chirivella
Berna Blanch i Chirivella (Catarroja, Horta Sud, 1967) és un escriptor valencià. Ha conreat la major part de la seua obra literària en el camp de la poesia, un gènere del qual també hi ha treballat dins del Grup Poètic Argila de l'Aire, del qual és fundador. Ha obtingut nombrosos guardons, entre d'altres, el Ibn Jafadja (Ciutat d'Alzira), el Benvingut Oliver de Catarroja, el Ciutat de Torrent, el Joan Perucho, Vila d'Ascó o el Manel Garcia Grau que convoca la UJI. Recentment, en l'any 2023 ha guanyat els LXIX Jocs Florals de la Vila de Nules i en el 2024 el XXVI Certamen de Narrativa Ciutat de Sagunt.
Ha publicat en diverses editorials fins a hui, quinze poemaris i tres novel·les. Alguns dels seus títols son: Espiga, Pol·len, De la Transparència, Albuferenc, un recull temàtic sobre l'Albufera i  més recentment, Dolmen i Etèria, tractat sobre la llum.
Treballant en prosa ha publicat la novel·la de gènere fantàstic Apunts d'altres mons, la novel·la de narrativa juvenil Presències i Desmemoriat una reflexió sobre la memòria i les malalties mentals.

## Obra, Editorial i Premis
- Els buits que camine (Germinal, 1999)
- La claror del llamp (Brosquil Edicions, 2001)
- El baf de l'espill (Brosquil Edicions, 2002). Premi Josep Maria Ribelles Vila de Puçol.
- Arran de terra (Aj Vila de Sallent del Bages) Premi Josep fabregues i Capell
- La llum antiga (Tàndem Edicions, 2004) Premi Creació Poètica de Paiporta
- Incorpòria (Tabarca, 2007) Premi Ciutat de Torrent
- El tacte del reflex (Montflorit, 2008) Premi Edicions Montflorit
- Espiga (Meteora, 2009) Premi Joan Perucho Vila d'Ascó
- Pol·len (Bromera, 2012) Premi Ibn Jafadja Ciutat d'Alzira
- De la Transparència (Perifèric 2013) Premi Benvingut Oliver.
- Apunts d'altres mons (Onada Edicions, 2012). Premi Vila de Puçol de Narrativa.
- Presències (Tabarca 2014) Narrativa juvenil
- Amb Línies Vives (El Petit Editor, 2017)
- Albuferenc (El Petit Editor, 2018)
- Un poc de molt (Els llibres de l'Argila 2019)
- Dolmen (Perifèric Edicions 2020) Premi Manel Garcia Grau, Universitat Jaume I
- Etèria, tractat sobre la llum (Neopàtria 2024) LXIX Jocs Florals Vila de Nules.
- Desmemoriat (Onada 2025) XXVI Premi de narrativa Ciutat de Sagunt
- II Premi de Narrativa curta Arnau Llibertat

### Berna Blanch i la seua literatura on Vimeo
▶ 1:45
{{format ref}} https://vimeo.com › AEPV › Videos

www.elpuntavui.cat/.../732906-lescriptor-berna-blanch-publica-la...

Berna Blanch (1) - escriptorsvalencians.tv
www.escriptorsvalencians.tv/index.php?...va...berna+blanch...

{{format ref}} http://diarigran.cat/2018/08/%E2%80%98amb-linies-vives%E2%80%99-2/

{{format ref}} https://www.facebook.com/hermin.perez.102/posts/158176491810106

{{format ref}} https://www.facebook.com/carlespastormusic/videos/503478466686393/

{{format ref}} https://youtu.be/Rm1RcM6xgCw (directe de la cançó Albuferenc a Torrent)

{{format ref}} http://fantasticastello.blogspot.com.es/2013/10/berna-blanch-premi-de-narrativa-vila-de.html

{{format ref}} https://youtu.be/wkhhvNteckM
(ENTREVISTA A TELE-RIBERA SOBRE ALBUFERENC)

{{format ref}} https://www.uji.es/com/noticies/2020/10/1q/premi-manel-garcia-grau/&idioma=ca
{{format ref}} https://www-levante--emv-com.cdn.ampproject.org/v/s/www.levante-emv.com/morvedre/2024/10/25/sagunt-entrega-premis-literaris-2024-premios-literarios-literatura-sagunto-110428359.amp.html?amp_gsa=1&amp_js_v=a9&usqp=mq331AQIUAKwASCAAgM%3D#amp_tf=De%3A%20%251%24s&aoh=17298927341099&csi=1&referrer=https%3A%2F%2Fwww.google.com&ampshare=https%3A%2F%2Fwww.levante-emv.com%2Fmorvedre%2F2024%2F10%2F25%2Fsagunt-entrega-premis-literaris-2024-premios-literarios-literatura-sagunto-110428359.html

{{format ref}} https://aytosagunto.es/va/actualitat/el-gabinet-de-promocio-del-valencia-lliura-els-premis-literaris-ciutat-de-sagunt-2024/